# Diodato Ipato

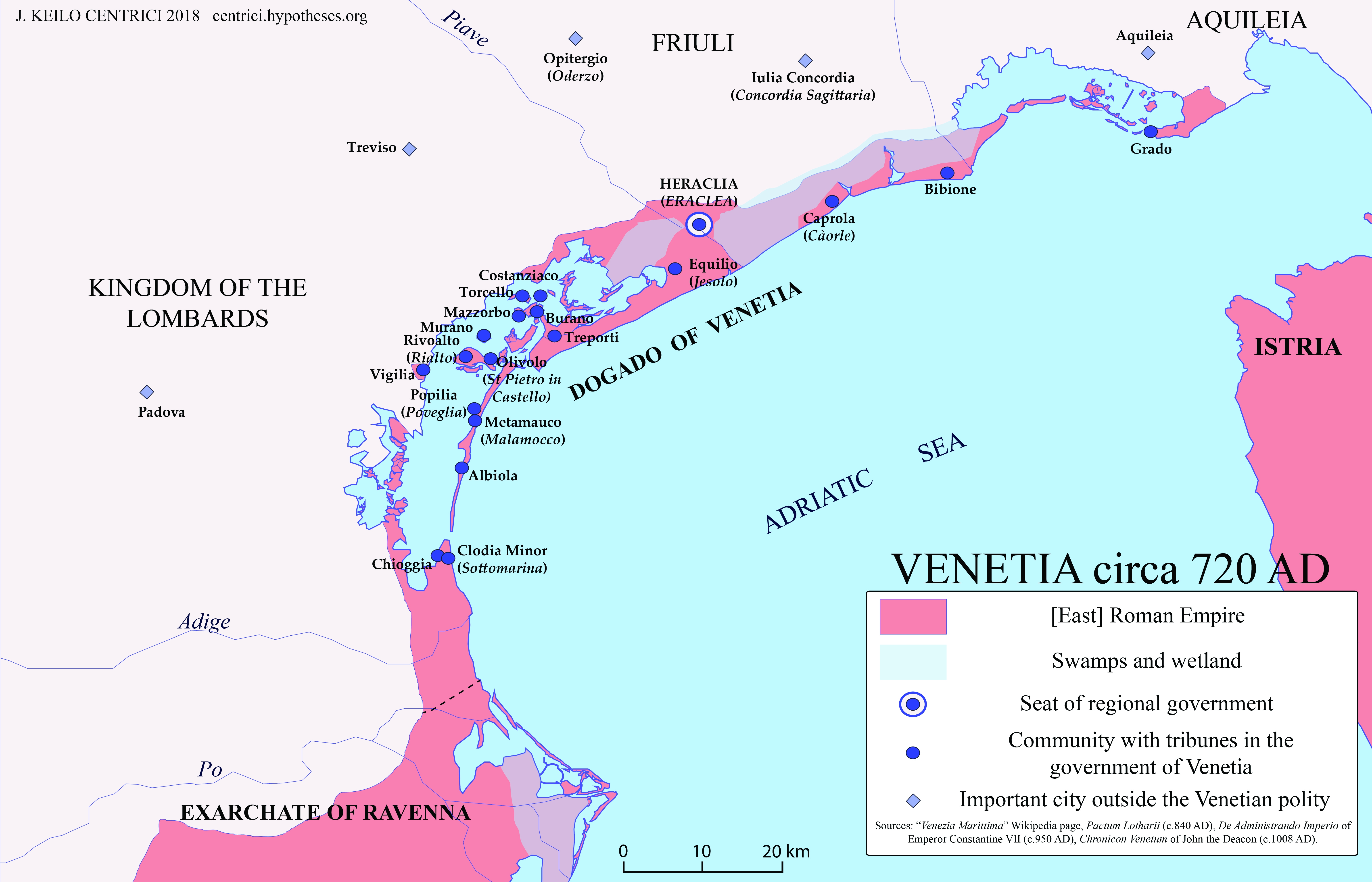
Einflussbereich des Byzantinischen Reiches und Venedigs um 720

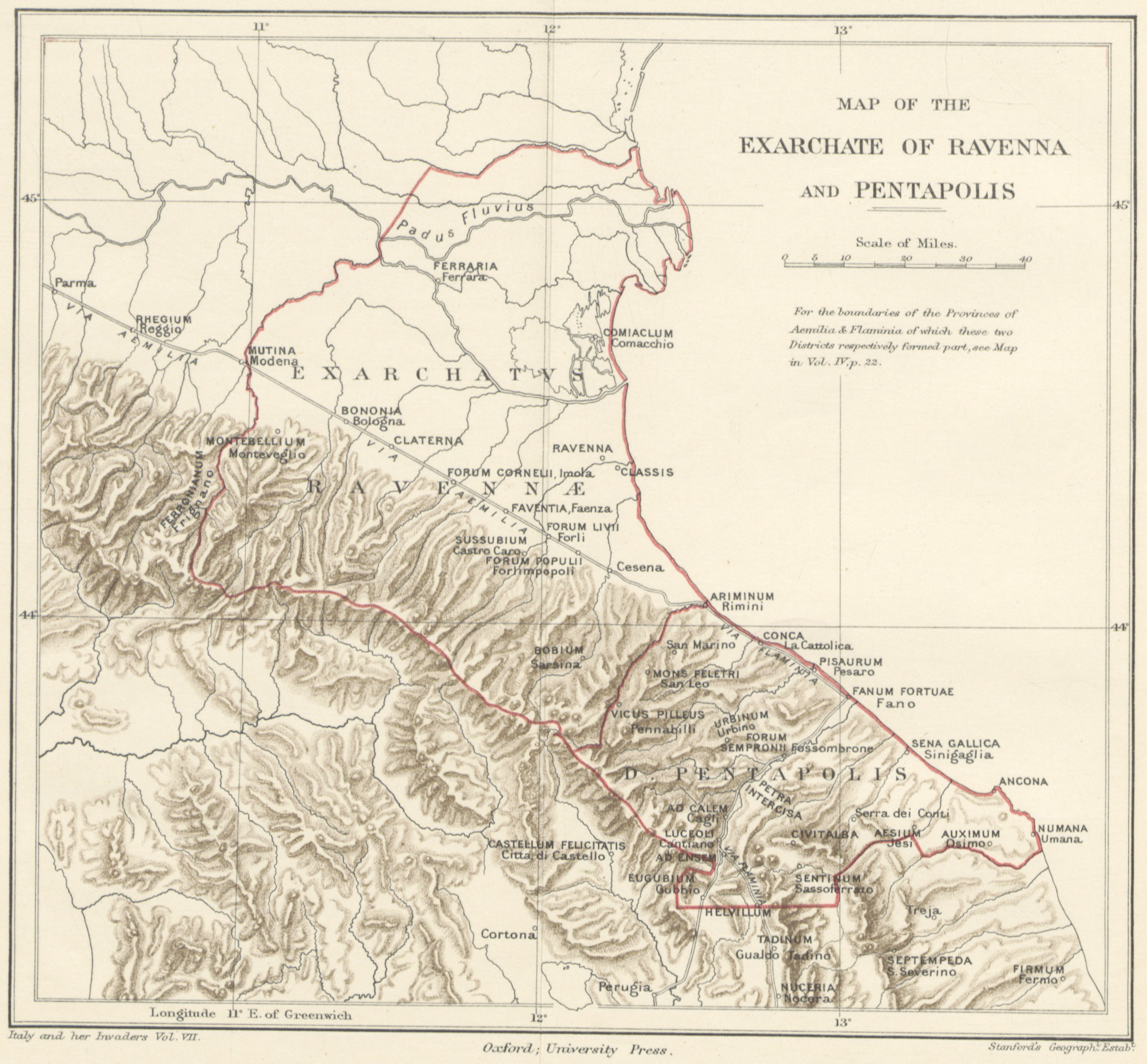
Grenzen des Exarchats Ravenna

Diodato Ipato, auch Teodato oder in den zeitlich näheren Quellen Deusdedit (* in Heracleia; † nach 755 in Metamaucum), war nach der traditionellen, also der staatlich gesteuerten Geschichtsschreibung Venedigs, der vierte Doge der Republik Venedig. Nach heutigem Wissensstand war er der zweite Doge und Sohn des wohl ersten Dogen Ursus (Orso Ipato), der um 737 im Verlauf von Kämpfen innerhalb der Lagune von Venedig ermordet wurde. Deusdedit wurde im Zuge der damit zusammenhängenden Kämpfe vertrieben, kehrte aber zwei Jahre später wieder in die Lagune zurück. Er regierte dort ein Jahr lang als Magister militum und war Doge von etwa 742 bis 755 mit Residenz in Metamaucum, der häufig mit Malamocco gleichgesetzten, in dessen Nähe gelegenen Stadt am Ostrand der Lagune. Damit war das Dogenamt dauerhaft etabliert, wenn sich auch sein Charakter im Laufe des folgenden Jahrtausends überaus stark veränderte.
Daher steht Deusdedit einerseits an einem Wendepunkt der Verfassungsentwicklung, denn Venedig hatte nach dem Tod des Dogen Ursus fünf Jahre lang unter Magistri militum mit jeweils einjähriger Amtszeit gestanden. Diese waren Dominicus Leo, Felix Cornicula, dann Deusdedit selbst und Julianus Hypathus (also wieder ein Ipato oder Konsul). Der fünfte und letzte der Magistri, Johannes Fabriciacus, wurde während der Abwesenheit des zuständigen byzantinischen Exarchen gewaltsam vertrieben. Der Regierungssitz wurde nun andererseits von Heracleia, Deusdedits Geburtsort, nach Metamaucum verlegt. Zugleich fand eine Rückkehr zur Verfassung vor der Zeit der Magistri statt.
Zum Dux (Dogen) wurde Deusdedit gewählt. Wer ihn wählte, bleibt dabei undeutlich. Byzanz verlieh ihm, ebenso wie schon seinem Vater, den Titel Ipato (Konsul); der Grund für diese Verleihung ist nicht bekannt.
Die dürre Quellenlage veranlasste spätere Geschichtsschreiber dazu, in „Diodato“ einen „Loyalisten“ gegenüber dem Byzantinischen Kaiserreich zu sehen, oder einen Herrscher mit freundlichen Neigungen zum benachbarten Langobardenreich, bis hin zu „autonomistischen“ Bestrebungen. Die relative Schwäche im Verhältnis zu den Großmächten der Zeit, insbesondere nach der Einmischung der neuen Großmacht der Franken unter König Pippin, dürfte Metamaucum davon abgehalten haben, eine allzu klare politische Linie zu verfolgen. Eher sah man sich gezwungen, zwischen den Mächten zu lavieren. Schließlich wurde der Doge im Jahr 755 von einem byzantinischen Parteigänger namens Galla gestürzt und geblendet. Sein Todesdatum ist nicht bekannt. Die früheste erzählende Quelle, die Istoria Veneticorum (entstanden um 1000), ist für die Zeit vor 764 eine Einfügung des 13. Jahrhunderts, daher stammen die Kenntnisse über Diodato aus Darstellungen, die erst mehr als 400 Jahre später entstanden sind.

## Herrschaft

### Magister militum
Gerhard Rösch nahm 1991 an, dass die Ernennung Diodatos zum Magister militum entweder das Vertrauen in ihn anzeige, dass nämlich Diodato die byzantinische Sache vertreten hätte, oder dass der Stellvertreter des Kaisers in Italien, der Exarch von Ravenna, gehofft hätte, auf diese Art erneut die venezianische Unterstützung im Kampf um seine 750/751 verlorene Residenzstadt gewinnen zu können, die schon einmal von den Langobarden besetzt, dann jedoch zurückerobert worden war, nämlich 739/740.
Die zeitlich nächste Quelle, die Istoria Veneticorum des Johannes Diaconus aus der Zeit um 1000, erweist, dass nach dem Tod des wohl ersten Dogen, nämlich Deusdedits Vater, ab etwa 737 fünf jährlich wechselnde Magistri militum in der Lagune herrschten. Einer der fünf Magistri war Deusdedit.
Die Quellenlage wird noch dadurch erschwert, wie Șerban Marin 2018 verdeutlichte, dass der Verfasser der Istoria Veneticorum zwar jener Johannes Diaconus war, dass jedoch der Teil der Chronik, der die Zeit vor 764 darstellt, eine spätere Einfügung des 13. Jahrhunderts durch einen Anonymus war. Dieser hatte den von Johannes Diaconus stammenden Teil der Chronik, die bis ins Jahr 1008 reicht, sorgsam kopiert, jedoch für die Zeit bis 764 eine eigene Chronik vorangesetzt.
Dabei räumt dem Dogen eben jener Anonymus, der rund ein halbes Jahrtausend nach den Ereignissen schreibt, in seinem Teil der Chronik ein Jahr als Magister militum ein (die spätere Überlieferung nennt auch zwei Jahre Amtsdauer). Er sei nach dem gewaltsamen Tod des letzten dieser Männer in „Metamaucum insula“ zum Dogen erhoben worden.

### Doge (742–755)
Der Doge Deusdedit lässt sich bis heute weder innen- noch außenpolitisch einordnen. Dabei spiegelt sich in der Forschung vorrangig die problematische Position der Lagunenstädte zwischen dem Langobardenreich und Byzanz wider. Deusdedit war demnach einerseits den Venezianern, die ihm zu seinem Amt verholfen hatten, verpflichtet, hatte andererseits als von Byzanz abhängiger Statthalter die Interessen des Kaisers zu wahren, was ein beachtliches diplomatisches Geschick erforderte.

#### Wahl zum Dogen und Verlegung der Hauptstadt nach Metamaucum (von 742 bis etwa 810)
Nach dem Ende der Herrschaft der besagten Magistri wurde Diodato 742 zum Dogen gewählt, und zwar nicht mehr, wie noch sein Vater, in ihrem gemeinsamen Geburtsort Heracleia, sondern in Metamaucum, oder, wie jener Anonymus des 13. Jahrhunderts berichtet: „Venetici, magistrorum militum prelibate prefecture dignitatem abominantes, ut quondam, ducem, videlicet Deusdedem, sepedicti Ursoni ypati filium, in Metamaucense insula sibi crearunt“ (Istoria Veneticorum, Liber I, 17). Es war also eine Erhebung durch die lokalen Familien – sie ‚schufen sich einen Dogen‘ –, die die Macht innehatten, und die einen Verfassungswechsel durchsetzten. Gleichzeitig erfolgte eine Übersiedlung des Herrschaftssitzes nach „Metamaucum“, womit der Herrschaftssitz nicht mehr auf dem Festland am Nordrand der Lagune von Venedig, sondern an ihrem Ostrand lag, auf einer der langen Sandbänke, die die Lagune bis heute von der Adria trennen (das heutige Malamocco liegt nur in der Nähe der später durch eine Naturkatastrophe zerstörten Stadt Metamaucum).

#### Schutzmaßnahmen gegen Langobarden, Verbindung zwischen Papst und Frankenkönig
Um seine Macht und das venezianische Territorium gegen Angriffe der benachbarten Langobarden zu sichern, ließ Deusdedit das Kastell Brondolo südlich von Chioggia errichten, das gleichzeitig nützlich für die Kontrolle des Schiffsverkehrs zwischen Ravenna und der Lagune war. Dieses lag allerdings nicht dort, wo um 1000 Brondolo lag, sondern auf der anderen Seite des angrenzenden Flusslaufes, wie der Anonymus vermerkt.

Gebiete des Oströmisch-byzantinischen Reiches und des Langobardenreiches in Italien um 744

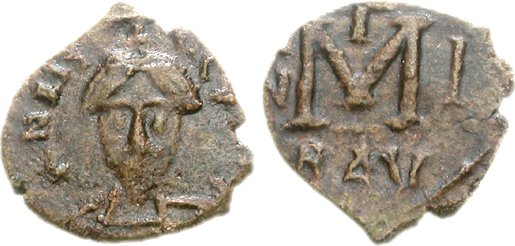
Follis des Langobardenkönigs Aistulf, 751 geprägt

Deusdedit kam dem byzantinischen Ravenna 750/751 nicht zu Hilfe, als es von den Langobarden unter König Aistulf belagert wurde. Im Gegenteil erneuerte er mit den Feinden Konstantinopels den angeblich zwischen dem legendenhaften Dogen Paulicius und König Liutprand geschlossenen Friedensvertrag. Dies stand in scharfem Gegensatz zur Tatsache, dass die Venezianer 739/740, also wenig mehr als ein Jahrzehnt zuvor, bei der Rückeroberung Ravennas nach der ersten Eroberung durch die Langobarden entscheidende Flottenhilfe geleistet hatten. Damals war Ravenna wieder an Byzanz zurückgegeben worden.
Der Papst in Rom, Stephan II., der sich spätestens nach dem Fall Ravennas unmittelbar von den Langobarden bedroht sah, wandte sich 754 an den Frankenkönig Pippin um Hilfe. Als sich dieser daran machte, gegen die Langobarden in den Krieg zu ziehen, um Aistulf zur Anerkennung der fränkischen Oberherrschaft zu zwingen, ging das einst byzantinische Exarchat von Ravenna nicht wieder an Byzanz, sondern an den Papst (siehe Pippinsche Schenkung).

#### Umsturz (755) und Versuche der Einordnung
Mitten in diesem Prozess einer politischen Umwälzung sahen sich die Venezianer demnach in einer isolierten und äußerst gefährdeten Lage. 755 kam es zu einer Revolte gegen den Dogen. An die Spitze dieser Revolte setzte sich der ‚Untreue‘ („infidelis“) Galla. Der amtierende Doge wurde abgesetzt und geblendet.
Die meisten Geschichtsschreiber brachten die fundamentalen Wechsel in der Zeit der Herrschaft „Diodatos“ und Gallas, nämlich zugleich des Herrschaftsortes, der Verfassung und damit der Dauerhaftigkeit des Amtes, und darüber hinaus den zuvor vergebenen Titel Ipato (Konsul), schließlich die Wahl des Sohnes eines ehemaligen, über mehr als ein Jahrzehnt herrschenden Dogen in das noch junge Amt, in einen engen Zusammenhang mit der politischen Großwetterlage. Die Frage der Dynastiebildung durch Vater und Sohn, die mehr als zwei Jahrhunderte die Verfassungskämpfe innerhalb Venedigs dominieren sollte, lässt sich aus den wenigen Quellen nicht als treibende Kraft der Auseinandersetzungen belegen.
In der Forschung glaubte man eher außenpolitische Streitigkeiten erkennen zu können, weshalb sich in Venedig zwei Familiengruppen bekämpft hätten, von denen die eine eher dem Kaiser die Treue gehalten hätte, und die man dementsprechend als „Loyalisten“ bezeichnete. Diese Gruppe fühlte sich zudem an die alte „Hauptstadt“ Heracleia gebunden. Die in dieser Logik gegnerische Parteiung bestand aus denjenigen Familien, die ihr Zentrum in Metamaucum sahen, und die eine stärkere Autonomie anstrebten.
Dabei scheint der Traditionsbruch keineswegs so heftig gewesen zu sein, wie vielfach vermutet, denn immerhin war es bereits der Heracleianer Deusdedit, der seinen Amtsort nach Metamaucum verlegt hatte. Es dürfte sich bei Deusdedit schon allein deshalb nicht um eine antibyzantinische Revolte gehandelt haben, weil der neue Herrschaftssitz – im Falle einer Auseinandersetzung – der kaiserlichen Flotte doch viel stärker ausgeliefert sein musste, als das festländische, gegen einen Flottenangriff sehr viel besser geschützte Heracleia. Umgekehrt konnte die byzantinische Flotte im Notfall sehr viel leichter zu Hilfe eilen. Für jenen Anonymus des 13. Jahrhunderts war die Verlegung der Hauptstadt nach Metamaucum in jedem Falle eine Episode, denn um 810 wurde die Hauptstadt der Lagune nach knapp 70 Jahren auf die Inselgruppe Rialto und damit in das heutige historische Zentrum Venedigs verlegt, wohlgeschützt durch die sie umgebenden Gewässer.
Innerhalb der und rund um die Lagune bestanden, was die doch sehr spät entstandenen Quellen allerdings nur schwach andeuten, jedenfalls weiterhin Konflikte, etwa zwischen Heracleia, Equilo (s. Jesolo) und dem neuen Machtzentrum Metamaucum. Wahrscheinlich stürzte Deusdedit am Ende wie sein Vater über die inneren Konflikte, die mit großer Grausamkeit ausgetragen wurden, denn, wie der Anonymus berichtet, „a quodam infideli, Galla nomine, eius avulsi sunt oculi“. Deusdedit wurde also von einem ‚Ungetreuen‘ namens Galla um sein Augenlicht gebracht. Hier wird nicht zum ersten Mal zwischen einem legitimen Dogen und einem Usurpator unterschieden. Die Antriebskräfte der Protagonisten waren den späteren Geschichtsschreibern nicht mehr fassbar.

#### Die zweite Eroberung Ravennas (750 oder 751), Grenzziehung zum Langobardenreich
Gemeinhin wird die Datierung der Herrschaftszeit Deusdedits zwischen 742 und 755 akzeptiert. Wie im Falle seines Vaters, der Ravenna laut Johannes Diaconus, bzw. nach den Worten jenes Anonymus, zurückerobert haben soll, was sich mit der gleichfalls vorgetragenen Annahme, dass dies Ende 739 geschehen sei, also erst nach dem Tod des Ursus, nicht vereinbaren lässt, so stand außenpolitisch um 750 wieder die Ravenna-Frage im Vordergrund.
Denn Anfang 750 oder im Juli 751 – auch dieses Datum lässt sich nicht präziser fassen –, eroberten die Langobarden unter Führung von König Aistulf den Sitz des byzantinischen Exarchen zum zweiten Mal. Die Lagune von Venedig verlor beinahe jeden Kontakt zur weit entfernten Mutterstadt Konstantinopel. Dies sollte die „Autonomisten“ gestärkt haben.
Vielleicht zwischen 749 und 756, als Aistulf bereits König war, einigten sich Metamaucum und der Langobardenkönig auf eine Grenzziehung. Gherardo Ortalli neigt zu der Annahme, dass die großzügige Grenzziehung eine Art Kompensation für die Zusage darstellte, diesmal nicht Ravenna zu Hilfe zu eilen. Wie Roberto Cessi zeigte, trugen die Dogen zwei Jahrzehnte nach Deusdedit nicht mehr den byzantinischen Ehrentitel Hypatus.
Deusdedit soll das castrum von Brondolo südlich von Chioggia errichtet haben lassen, wie der Anonymus berichtet. Heinrich Kretschmayr sah darin ein antilangobardisches Bauwerk, während Roberto Cessi darin auch einen „spirito antibizantino“, einen ‚antibyzantinischen Geist‘ sah. Nach Gerhard Rösch bedeutete der Sturz des Magister militum Johannes Fabriciacus durch die Verschwörung unter Führung Diodatos den Sturz der Vertreter der byzantinischen Herrschaft und die Ersetzung durch einen schon vom Vater beanspruchten Titel. Stärker als andere betonte Rösch den defensorischen Charakter von Brondolo, das den Zugang zu den Lidi, den langen Sandbänken zwischen Lagune und offenem Meer, versperren sollte. 754 schloss der Doge ein antilangobardisches Bündnis mit dem Papst.

## Rezeption

### Bis gegen Ende der Republik Venedig

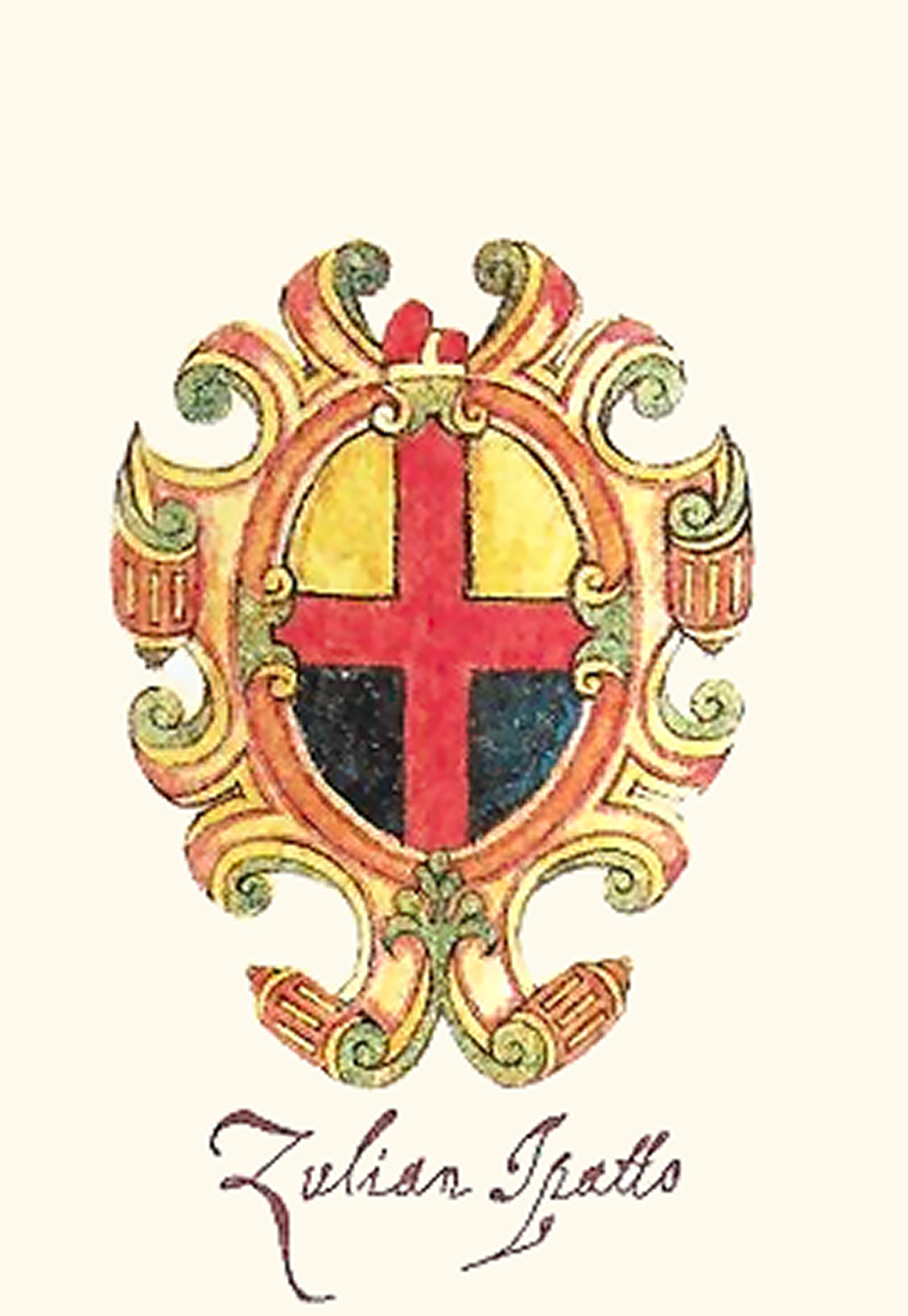
Angebliches Wappen des nach der venezianischen Tradition vierten, nach derzeitigem Kenntnisstand wohl zweiten Dogen mit dem Schriftzug „Zulian Ipatto“. Im 8. Jahrhundert trugen die später adligen Familien allerdings keine Wappen, es handelt sich um Rückprojektionen der von diesem Dogen abgeleiteten Familie(n) aus dem 17. Jahrhundert. Die Heraldik setzte erst im 3. Viertel des 12. Jahrhunderts ein, später wurden rückblickend auch Wappen an die frühen Dogen vergeben, die nie ein solches Wappen geführt hatten („fanta-araldica“); dies diente dazu, die Familien dieser Epoche mit möglichst frühen Dogen in ein verwandtschaftliches Verhältnis zu setzen, was ihnen Ansehen sowie politischen und gesellschaftlichen Einfluss verschaffte.

Die hier überaus knappe Cronica di Venexia detta di Enrico Dandolo aus dem späten 14. Jahrhundert, die älteste volkssprachliche Chronik Venedigs, stellt die Vorgänge ebenso wie Andrea Dandolo auf einer in dieser Zeit längst geläufigen, weitgehend von Einzelpersonen, vor allem den Dogen beherrschten Ebene dar. Die individuellen Dogen bilden sogar das zeitliche Gerüst für die gesamte Chronik, wie es in Venedig üblich war. Diese Erzählweise erschwert aber ungemein die Deutung der Gruppen hinter den jeweiligen Dogen oder Usurpatoren.
Das gilt auch für „Diode Ypato“, der nach dem Verfasser für zwei Jahre als Magister equitum fungierte, als „Maestro d'i cavalieri“. Das Ende dieser Maestri begründet der Chronist mit den Fraktionen, die zwischen diesen entstanden waren. „Diode“ „per la più parte di loro volendolo umiliar per la morte del pare, fu helevado Duxe“. Deodatus sei also als eine Art Wiedergutmachung für den Tod seines Vaters, zum Dogen erhoben worden. Der neue Doge „tractava cautamente vengiarsi dela morte del pare suo meser Orso“, er versuchte also, unter Vorsichtsmaßnahmen den Tod seines Vaters zu rächen. Doch seine Gegner unter Führung des „Gallan“ überfielen ihn, als er eine „forteça“ bei Brondolo befestigen („hedificar, overo infortir“) wollte, und sie rissen ihm die Augen aus. Dieser verließ ‚wegen dieser Sache‘ jene „contrada“ (also nicht die Lagune von Venedig, sondern nur eines der sechs Sestieri (?), die allerdings erst im 12. Jahrhundert entstanden), nachdem er zehn Jahre und zwei Monate geherrscht hatte.

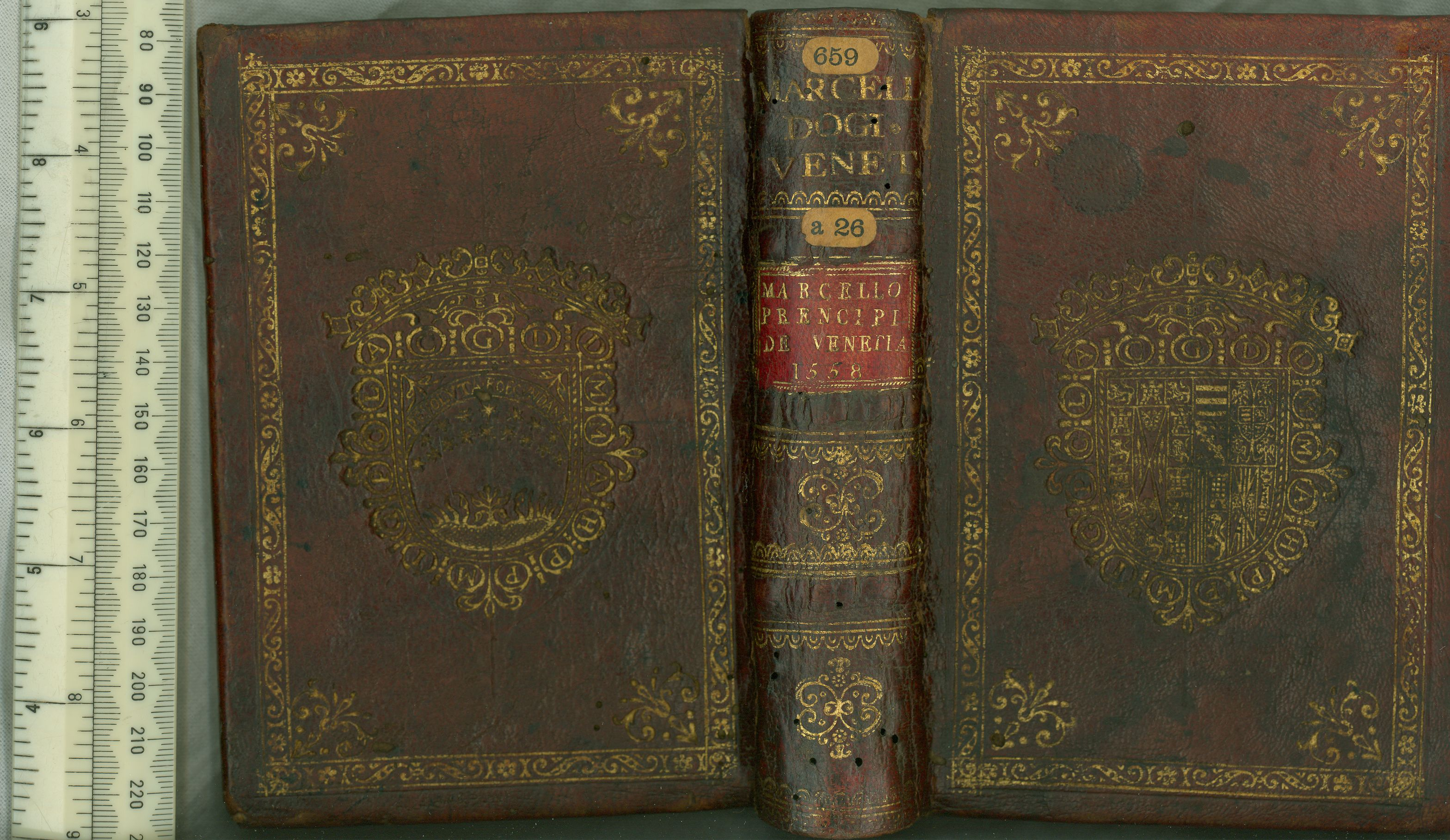
Umschlag einer Ausgabe der Vite de'prencipi di Vinegia des Pietro Marcello

Pietro Marcello meinte 1502 in seinem später ins Volgare unter dem Titel Vite de'prencipi di Vinegia übersetzten Werk, „Teodato Ipato Doge IIII.“ „nel consiglio de Malamocco fu creato Doge“ (‚wurde im Rat von Malamocco zum Dogen gemacht‘), und zwar im Jahr „DCCXLII“, also im Jahr 742. Unter ihm seien die Grenzen Eracleas mit dem Langobardenkönig Aistulf am Fluss Piave festgelegt worden („stabilì i confini“). Als er zur Befestigung des „castello di Brondolo“ gegangen war, wurde er im 13. Jahr seiner Herrschaft verräterisch von Galla angegriffen („assalito à tradimento“). Er wurde geblendet („accecato“) und „miserabilmente“ aus dem „Prencipato“ vertrieben. Galla behauptete, der Gestürzte habe sich durch die Befestigung zum „signore“ erheben wollen.
Nach der an dieser Stelle kaum ausführlicheren Chronik des Gian Giacomo Caroldo, die er 1532 abschloss, vollzog sich nach fünf Jahren die Rückkehr zum Dogat, ‚weil die Venezianer aus Erfahrung wussten, dass ein Regiment von einem Jahr nicht zum Vorteil der Republik war, kamen sie in Malamocco zusammen und wählten im Jahr 742 Diodato zum Dogen‘. Dieser befestigte seinen Platz in Malamocco und erhielt von Byzanz die Konsulswürde („Consular dignità, chiamato ypato“), denn er „fù grandemente amato dall’Imperator de Greci“, er wurde also vom ‚Kaiser der Griechen‘ sehr geliebt. „Diodato“ wurde jedoch nach 14-jähriger Herrschaft im Jahr 756 auf Anstiftung („instigation“) von „Galla“ gestürzt und geblendet, als er gerade eine „fortezza dall’altra parte della ripa del Porto“ errichten lassen wollte („facendo fabricar“ bzw. „facendo construir“).
Auch der Frankfurter Jurist Heinrich Kellner, der Oberitalien aus eigener Erfahrung kannte und der die venezianische Chronistik im deutschen Sprachraum bekannt machte, meint in seiner 1574 erschienenen Chronica das ist Warhaffte eigentliche vnd kurtze Beschreibung, aller Hertzogen zu Venedig Leben, „Theodatus Ipatus“ sei 742 „der vierd Hertzog“ geworden. Er sei „im Raht zu Malamocco Hertzog gewehlet worden“. „Dieser hat die Eracleanischen Grentzen gemacht / mit Aistulpho / der Lombarder König / biß ans Wasser / die Piave genannt / Unnd als er verrheisen / das Stättlin Brondulum fest zu machen / hat in Galla durch verrähterey uberfallen / im die Augen ausgestochen / unnd jämmerlich vom Hertzogthumb verjagt/im dreitzehenden jar seines Herzogthumbs.“ Galla „gab für / Theodatus hette derwegen das Stättlein Brondolum angefangen zu befestigen / dieweil er willens gewesen/sich zum Herrn und Tyrannen auffzuwerffen/darumb hett ihm das Volck die Augen ausgestochen.“ Die Vorstellung Gallas, der Sohn Orsos habe sich zum Signore oder gar zum Tyrannen aufschwingen wollen, hatte sich längst etabliert. Die späteren Bemühungen, eine Dynastie durchzusetzen, wurden hier präfiguriert.
In der Übersetzung von Alessandro Maria Vianolis Historia Veneta, die 1686 in Nürnberg unter dem Titel Der Venetianischen Hertzogen Leben / Regierung, und Absterben / Von dem Ersten Paulutio Anafesto an / biss auf den itzt-regierenden Marcum Antonium Justiniani gedruckt wurde, erscheint „Theodatus Ipatus“ zunächst als „Dritter Meister der Ritterschafft“ (S. 43 f.). In dieser Funktion habe er sich durch „viel herzlich und schöne Tugenden“ „die Freundschafft und allgemeine Liebe des Pöbels gäntzlich erworben“. Dann vermeldet Vianoli, es hätten sich „nicht nur allein in diesen Orten / sondern auch durch die gantze Welt / erschrecklich grosse Erdbeben erzeiget“, so dass viele Städte „biß in die tieffeste Klüfften der Erde gepeitschet und gejaget worden seynd“. Einige „Istrianer“ nahmen den „Isolanern“ „etliche Schiffe hinweg“, woraufhin „Theodat“ „in gröster Eil sehr viel Schiff zusammen“ brachte, mit denen er die Kaperer „mit gar geringem Verlust der Seinigen, stattlich“ überwand. Diese mussten nicht nur Wiedergutmachung leisten, sondern auch die „Kriegs-Unkosten“ ersetzen. 741 wurde er im „Regiment“ von „Julianus Ceparius“ abgelöst. Vianoli setzt die Eroberung Ravennas durch die Langobarden gleich an den Anfang der Dogenherrschaft, die Theodatus nach ihm im Jahr 742 antrat, „als Rachisius der Lombarder König / welcher seinem Bruder Astolpho in der Regierung nachgefolget / den Esarcum zu Ravenna überfallen / aus der Stadt verjaget / und ihm alle Oerter seines Gebiets hinweggenommen“. Damit weitete er nicht nur die Eroberung Ravennas auf das gesamte Exarchat Ravenna aus, sondern platzierte die Eroberung auch in die Zeit nach dem Tod König Aistulfs, nach heutigem Verständnis also nach 756. In diesen Zusammenhang stellt der Autor die Befestigung von Brondolo („Schloß zu Brondolo“), nämlich als Schutzwerk, und damit den Sturz durch Galla. Schließlich hatten sie ja noch die Grenzregelung mit den Langobarden getroffen, doch nun wurden sie „von den ungestümmen Wellen des Verdachts bald dar bald dorthin getrieben“. Von Galla aus Malamocco, „seinem anfänglich grösten Mißgönner / und hernachmals allergrausamsten Feinde“, wurde die Befestigung von Brondolo als Versuch ausgelegt, sich des „gantzen Herzogthums [zu] bemächtigen/ und die Regierung auf seine Nachkömmlinge erblichen machen würde.“ Viel deutlicher als noch bei Kellner scheint hier nicht nur die Tyrannei durch, sondern vor allem die Erbmonarchie als Bedrohung. „Der leichtgläubige Pöbel“ ließ sich von Galla „gantz verrätherischer Weise überreden / daß er auch seinem zuvor also hefftig geliebten Hertzog eines Tages überfallen/ihme die Augen ausgestochen und jämmerlicher Weise von dem Herzogthum verjaget hatte.“ Um das Bild zu vervollständigen wurde Galla nicht nur durch „Bosheit“, „Regiersucht“ und „Ehrgeiz“ getrieben, sondern er war einfach „ein böser Mensch“ (S. 50). Dieser übernahm nach dem Sturz seines Vorgängers, den man heute ins Jahr 755 datiert, das Dogenamt.

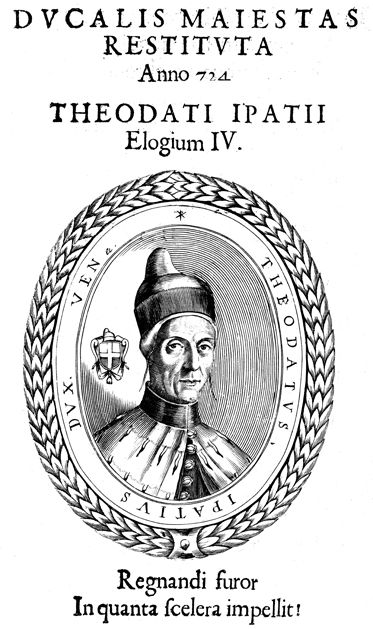
Leone Matina: Phantasieporträt des Dogen in der wohl ersten gedruckten Porträtserie aller bis dahin anerkannten Dogen, dem Ducalis regiae lararium von 1659

1687 setzte Jacob von Sandrart in seinem Opus Kurtze und vermehrte Beschreibung Von Dem Ursprung / Aufnehmen / Gebiete / und Regierung der Weltberühmten Republick Venedig den Herrschaftsbeginn des Theodatus in das Jahr 724, denn zu dieser Zeit „veränderte man diese Art von Regierung abermahls/ und aus Furcht vor diesem Rauch sprang man wieder in das vorige Feuer: Nemlich man erwehlte plötzlich wieder einen Hertzog“, nämlich des „abgemeldeten Ursi Sohn/welchen man getödtet“ (S. 13). Der Verfasser begründet den Ausbau von Brondolo ganz anders, denn nach seiner Meinung habe der Doge gefürchtet, wie sein Vater zu enden. Daher baute er sich ein „vestes Schloß/damit er auf den Nothfall eine sichere Zuflucht dahin haben könnte.“ Doch machte gerade dies das Volk misstrauisch, „als ob er sich zum Tyrannen aufzuwerffen und seine Regierung mit Gewalt zu behaubten trachtete“. Für Jacob von Sandrart wurde der Doge bei der Rückkehr nach Venedig, als er „die Bürgerschafft in den Waffen“ antraf, „von derselben abgesetzt und gleichfalls seines Gesichtes beraubet.“ Ihm folgte im Jahr 755 Galla im Amt, „der vornehmste Rädelsführer wider den vorigen Hertzog“.

### Historisch-kritische Darstellungen
Gänzlich andere Ursachen sieht wiederum Johann Friedrich LeBret, im Vorfeld der französischen Revolution, in seiner vierbändigen, ab 1769 publizierten Staatsgeschichte der Republik Venedig am Werk. LeBret konstatiert: „Nachdem man den letzten General verjaget hatte, so war es nöthig, wieder eine allgemeine Versammlung des Volkes zu halten“, die aber nicht mehr in Eraclea, sondern in Malamocco stattfand: „die Unordnung und Zerrüttung war bey derselben allgemein“ (S. 106). Die „zwo Inseln Heraklea und Jesolo, lebten wegen Gränzstreitigkeiten in beständigem Streite“, daher kam schon allein deshalb Eraclea nicht als Regierungssitz in Frage. Nach dem Autor, der damit eine etatistische Staatsauffassung ins Frühmittelalter zurückprojizierte, von dem man noch nicht entfernt sah, wie die damalige Gesellschaft funktionierte, war die Notwendigkeit einer längeren Regierung gegeben, denn „Waren die Regenten gut, so war ein Jahr für sie zu kurz, waren sie gewaltthätig, und machten sie sich eine Ehre daraus, sich über die Staatsgesetze zu erheben, so war diese Zeit zu lang.“ So wurde das Dogenamt wieder eingeführt. „Damit aber diese Wahl alle Merkmale hätte, welche die Unbeständigkeit des Pöbels, und eine gar nicht starke Regierung verriethen, so erwählte man den Sohn des ermordeten Fürsten Ursus.“ Doch, so fragt sich LeBret angesichts der Wahl des „Theodat“, „wie sollte das ein Glück seyn, welches mit der augenscheinlichen Gefahr der Ermordung verknüpft ist?“ Selbst bei den Langobarden sei es „viel sicherer“ gewesen, „ein Fürst zu seyn“ (S. 107). Karl Martell hielt sich aus dem Streit zwischen den Langobarden und dem Papst heraus, da er die Hilfe König Liutprands gegen die „Saracenen“ brauchte. Liutprand starb jedoch 744 und so folgte ihm „der unwürdige Ildebrand“ auf dem Langobardenthron; schon nach sieben Monaten folgte „Rachis“, der Frieden mit Byzanz schloss. So genoss Venedig eine vergleichsweise friedliche Zeit. Der Doge hatte „Muße, die Sitten seines Volkes zu bilden, die Gründe des Staates zu befestigen, und seine Regierung dem Volke angenehm und beliebt zu machen.“ Selbst der Bilderstreit, so LeBret, verursachte auf den Inseln keinerlei Unruhe, obwohl sie ja zum Kaiserreich gehörten. Unruhe kam von Westen, als Rachis Perugia belagerte, doch konnte Papst Zacharias ihn zum Frieden bewegen, ja, zum Gang ins Kloster, wie zahlreiche andere Langobarden auch. Doch sein Nachfolger Aistulf „wollte dem griechischen Reiche auf einmal alles vollends abnehmen, was ihm noch in Italien übrig geblieben war“. Kaiser „Constantin war nicht im Stande, seine Rechte in Italien mit Macht zu unterstützen“, woraufhin Stephan II. König Pippin um Hilfe bat. „Theodat fand also für gut, den Vertrag wegen der Gränzscheidung von Heraklea zu erneuern, welchen seine Vorfahren schon mit den Langobarden geschlossen hatten.“ Zwei Mal marschierte Pippin gegen die Langobarden, und so erkannte Theodat die Veränderung des italienischen Systems und versuchte, „seinen Staat vor so furchtbaren Gegnern in Sicherheit zu setzen.“ Wie einige seiner Vorgänger, die mittels Festungen die Flüsse, die in die Lagune flossen, begonnen hatten zu sichern, so ließ er Brondolo zum Schutz der „Mündung des Adige befestigen“. In Brondolo ließ er „eine Art eines Thurmes oder eine Burg anlegen.“ LeBret entnimmt dabei der „sagorninischen Chronik“, also dem Werk des Johannes Diaconus, „er habe sie nicht da anlegen wollen, wo man sie zu den Zeiten noch sah, als dieser Verfasser schrieb, sondern jenseits des Ufers des Flusses.“ Galla aus Malamocco behauptete nun angesichts des Festungsbaus, die Absicht des Dogen sei, „sich die Wege zur unabhängigen Gewalt zu bahnen, und künftig die Regierung auf seine Nachkommen zu bringen.“ Rhetorisch schließt LeBret an: „Was schmeichelt dem Pöbel mehr, als die Begriffe von Freyheit?“ Damit schuf sich Galla eine Anhängerschaft, und: „Eines Tages, als sich Theodat nach Brondolo begeben hatte, um die Arbeiter aufzumuntern, fiel Galla mit einem Haufen Verschworener über ihn her, und stach ihm die Augen aus.“

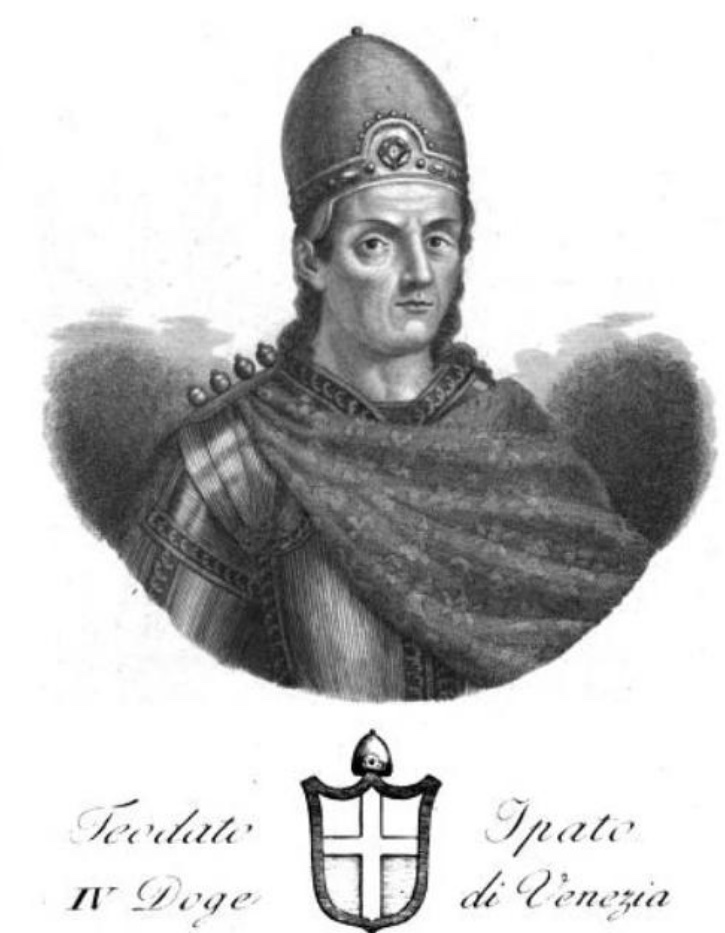
Kupferstich mit einem Phantasieporträt des Dogen, geschaffen von Antonio Nani vor 1834, der es in seiner Serie dei Dogi di Venezia intagliati in rame da Antonio Nani 1835/36 und 1840 erstmals veröffentlichte

In seinem Il Palazzo ducale di Venezia von 1861 stellt Francesco Zanotto fest, dass die Motive, warum die Venezianer die Herrschaft der Dogen durch die der Magistri militum ersetzten, und dann diese wiederum durch die der Dogen, sich nicht gut definieren lassen. Seiner Auffassung nach stellten die Auseinandersetzungen zwischen Equilio und Eraclea jedoch den wichtigsten Grund dar. Drei Dogen, so der Verfasser, dazu die „assemblea nazionale“ hätten in Eraclea ihren Sitz gehabt. Dieser Streit, der schon zum Tod von Ursus geführt habe, war der Grund, warum Malamocco zum Hauptort avancierte. Bei der Dogenwahl kam es zu heftigen Tumulten. Man erinnerte an das schlechte Regiment der Tribunen, die Gegenseite an die Anmaßung des letzten Dogen, die ja zur Abschaffung des aus diesem Grunde verhassten Dogats geführt habe. Der Tribun, der schon seit republikanischer Zeit bestanden habe, fiel den Abkömmlingen römischer Familien genauso wieder ein, wie der Magister militum aus der Kaiserzeit. Zanotto glaubt, die Annahme des Titels Tribun sei derjenigen eines Magister militum gewichen, denn dieser Titel wurde bereits früher getragen von „Marcello, siccome capitano dell'armi, ducando Paoluccio Anafesto“. So wäre eine Lösung gewesen, dass das Haupt des Staates den Titel des Dogen tragen sollte, aber nur auf ein Jahr, bis zur nächsten Wahl. Residenzort sollte aber nicht „Eraclea, già stata teatro di sangue“ sein, nicht also jener Ort des Blutvergießens, sondern Malamocco. Dann zählt Zanotto äußerst knapp (S. 11) die fünf Magistri auf und skizziert ihre Amtsführung. Dabei war Diodato der mittlere der fünf Männer, der den Staat klug und am besten führte, und der, ‚wie einige Chronisten sagen‘, für ein weiteres Jahr bestätigt wurde. Im Jahr 742 – ohne Nennung von Gründen – wurde Diodato zum Dogen gewählt. Er ging mit harten Gesetzen („severi leggi“) gegen die „malefica superbia degli ambiziosi“ vor, also gegen den ‚Hochmut der Ehrgeizigen‘. Er ließ die Grenzziehung bestätigen, die angeblich schon der erste Doge „Anafesto“ und König Liutprand vereinbart hatten. Der Doge blieb ‚neutral‘, als die Langobarden Ravenna eroberten, und, so behauptet Zanotto, Venedig habe seinen Handel nicht nur gen Osten ausgedehnt, sondern auch nach Afrika und Spanien. Plötzlich jedoch wurde diese Wohlhabenheit gestört („tale prosperità fu turbata ad un tratto“), als es zwischen den tribunizischen Familien zu neuem Streit kam. Darunter waren die „Obelerii di Malamocco“, die „Villonici e Barbaromani di Eraclea“ und die „Gauli di Equilio“. Teodato, der es mit seiner Heimatstadt Eraclea hielt, machte sich die Equiliani zu Feinden. Als er die Grenze gegen die ‚allzu benachbarten Langobarden‘ sichern wollte, die schon im Besitz von Ravenna waren, behaupteten seine Feinde, er wolle sich zum Tyrannen aufschwingen. Unter Führung des „Galla Gaulo, uomo sceleratissimo“, der selbst nach der höchsten Würde im Staat gestrebt habe, überfielen sie den aus Brondolo zurückkehrenden Dogen und blendeten ihn im Jahr 755, 13 Jahre nach seiner Wahl.
Samuele Romanin räumte 1853 ein, dass über die von ihm angenommenen, von der Volksversammlung abgesprochenen Garantien bei der Wahl des vierten Dogen Diodato, keine Nachricht auf uns gekommen sei. Stattdessen skizziert er in seinem zehnbändigen Opus  Storia documentata di Venezia die entsprechenden Auseinandersetzungen in Italien (S. 117–121). Im Gegensatz zu Zanotto konzediert er, dass Venedig den vorteilhaften Friedenszustand mit den Langobarden unterbrach, als seine Flotte Ravenna zurückeroberte und es ‚an die Griechen zurückgab‘ (S. 121). Auch er sieht unter dem Dogen eine Ausdehnung des Handels bis nach Syrien und bis ins Schwarze Meer im Osten, und nach Italien im Westen – allerdings lässt er Spanien unerwähnt. Man könne sagen, die Venezianer seien die einzige Nation gewesen, die in jener Zeit Handel getrieben habe (S. 122). Neben dem Druck der umgebenden Reiche nennt auch Romanin die besagten Familien aus Malamocco, Heraclea und Jesolo, die die Ursache für die folgenden Konflikte waren. Dabei weiß er, dass ein Erico Barbaromano, von Byzanz unterstützt, die „lidi Remondini, delle Pinete, di Piave e della Livenza fino a Grado“ besetzt habe. Galagaulo habe über seine Gegner, die Barbaromani und Obelerii mit Hilfe Ravennas gesiegt. Diodato, der aus Eraclea stammte, unterstützte seine Heimatstadt, wodurch er den Hass der Jesolaner auf sich zog. Diese Situation nutzte Galla, um den Dogen bei Brondolo zu ergreifen, zu blenden und aus dem Amt zu jagen.
August Friedrich Gfrörer († 1861) sieht in seiner erst elf Jahre nach seinem Tod erschienenen Geschichte Venedigs von seiner Gründung bis zum Jahre 1084 vor allem externe Einflüsse, insbesondere byzantinische und langobardische, später fränkische. In Gallas Griff nach der Macht erkennt er daher eine von Byzanz unterstützte Aktion. Nach Gfrörer war schon der Vater Ursus von Byzanz gestürzt worden. Außerdem glaubt er, dass Deusdedit nach dem letzten Magister militum, der bereits nach wenigen Monaten gestürzt worden sei, dessen Nachfolge angetreten habe. Erst aus diesem Amt heraus habe er sich den Titel eines Dogen zueignen lassen (S. 60). Dabei war Deusdedit – hier folgt Gfrörer der Chronik Andrea Dandolos – von Felix Cornicula aus dem Exil zurückgerufen worden, um das Verbrechen am Vater wiedergutzumachen, wie dieser Magister militum sowieso auf Versöhnung aus war. Die „Partei Orsos erhob schon wieder ihr Haupt und schnell kam sie empor“. Mit der Wahl des Jovianus trat, folgt man Gfrörer, wieder die byzantinische Partei in den Vordergrund, was er aus dessen Titel Hypathos-Ipato ableitet. Die Rückkehr zum Dogat, so erklärt der Autor nach Andrea Dandolo lapidar, sei nun erfolgt, „denn die Venezianer hatten sich überzeugt, daß jährlich wechselnde Obrigkeiten dem Wohle des Landes nicht förderlich seien.“ Dann argumentiert Gfrörer wieder umgekehrt, nämlich dass Deusdedit den gleichen Titel, wie zuvor Jovianus erhielt, doch sei dies nur geschehen, um den Dogen aus einer Position der Schwäche gegenüber den Langobarden auf die kaiserliche Seite zu ziehen. Auch glaubt der Autor, Eraclea sei eine „dem Basileus ergebene Insel“ gewesen, und daher sei es angeraten gewesen, nach Malamocco umzuziehen. Als Pippin 755 die Langobarden besiegte, konnten diese den Dogen nicht mehr schützen, und daher sei in diesem Jahr auch sein Sturz erfolgt (S. 62). Galla bemächtigte sich des Dogenamts, „versteht sich mit griechischer Hilfe“. „Der Zusammenhang ist handgreiflich“, behauptet schließlich der Verfasser.
Heinrich Kretschmayr glaubte Galla mit einem Egilius Gaulus identifizieren zu können, einem Adligen aus Iesolo, das in generationenlangem Kampf mit Malamocco stand. Er konzediert zwar wieder stärker den Einfluss lokaler Konflikte, ordnet diese aber vor dem Hintergrund der überregionalen Auseinandersetzungen ein. Dabei glaubt er aus der „Gehässigkeit“ der (sehr viel späteren) Überlieferung ablesen zu können, dass „dieses Regiment“, nämlich das der Magistri militum, wenig „im Sinne der venetischen Bevölkerung“ war (S. 48). Bei ihm wurde der Dogat „wohl unter Hinweis auf die Verdienste der venetischen Miliz um die Wiedergewinnung von Ravenna“ wieder eingeführt. Da Deusdedit als Sohn des Ursus und „als verdienstvoller Teilnehmer an dem ravennatischen Unternehmen beiden Teilen genehm gewesen sein mag“, wurde er gewählt (S. 49). „Bürgerkämpfe“ und „Festlandswirren“ bewirkten zudem, dass die Hauptstadt nach Malamocco verlegt wurde. Als Aistulf 751 Ravenna eroberte, „mochte seine Stellung dem Dux von Venetien, nunmehr weit und breit dem einzigen Träger byzantinischer Gerechtsame in Oberitalien“, bedrohlich erscheinen. Daher gründete Deusdedit Brondolo „an der Brenta“. Nach Kretschmayr zog es der Langobardenkönig vor, zu warten, bis ihm Venetien „als letzte reife Frucht in den Schoß“ fallen würde. Der Papst habe, vor oder nach seiner Reise ins Frankenreich, in Venedig reichlich Geld verteilen lassen, um sich dessen Beistands zu versichern. 755 wurde der Doge jedoch durch jenen „Egilius Gaulus“ gestürzt und geblendet.

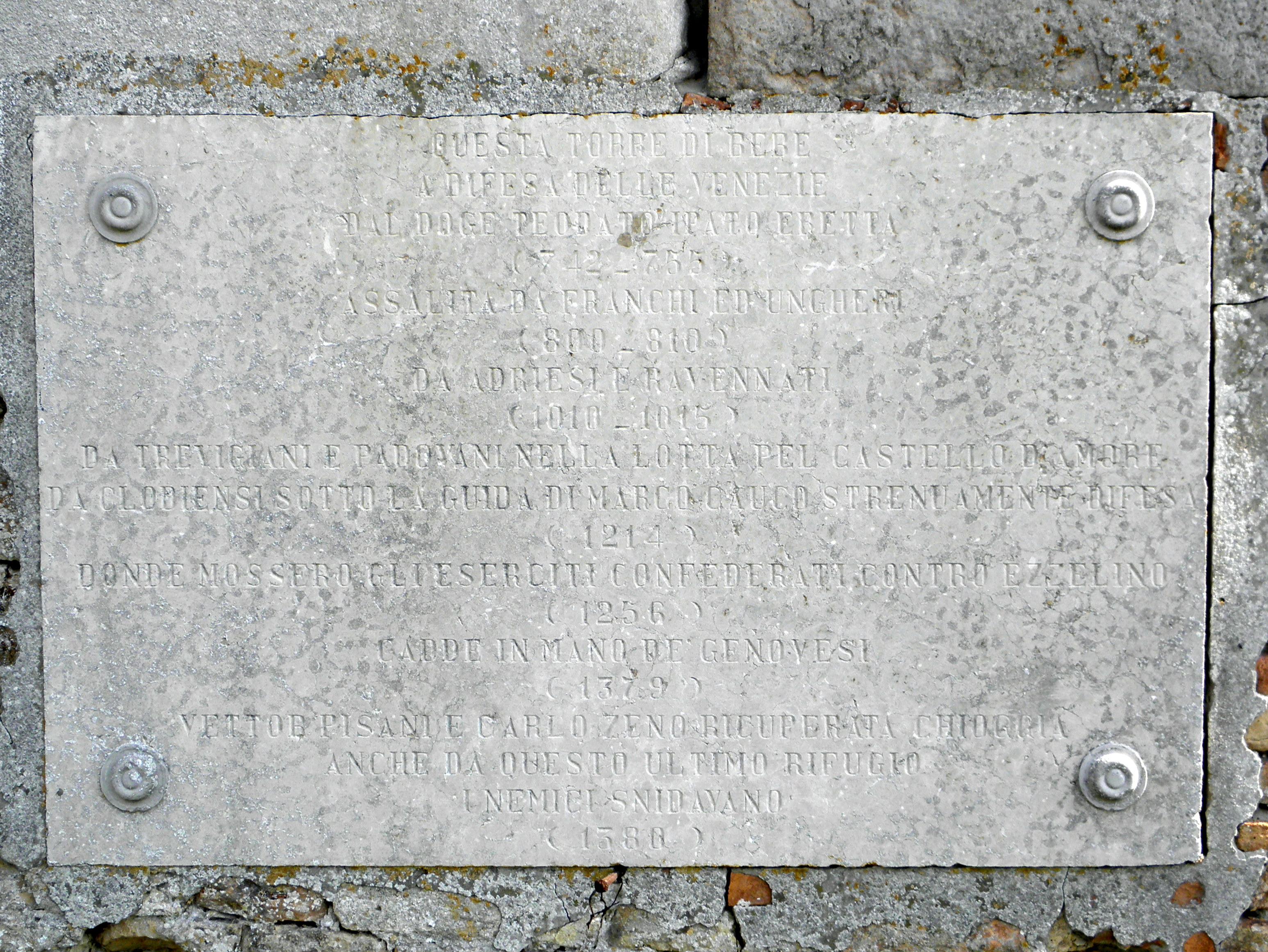
Am Torre delle Bebbe angebrachte Tafel, die daran erinnern soll, dass die turmförmige Festung „a difesa delle Venezie dal doge Teodato Ipato eretta“ wurde, also vom Dogen zur Verteidigung „Venetiens“ errichtet worden sei. Dabei wird in Klammern seine Herrschaftszeit mit „742_755“ angegeben.

John Julius Norwich nennt noch nicht einmal mehr den Namen des Mörders von Deusdedit, sondern er führt ihn nur als eines der Beispiele für die Reihe der venezianischen Dogenmorde auf. „Teodato“ war nach Norwich Doge in einer zerstrittenen Lagune, wo selbst innerhalb der „communities, seething as they were with family feuds and factional strife, flash-point was never far away“. „Like his father, Doge Teodato came to a violent end“. „The fourth Doge lasted a little longer, but after eight years, becoming resentful of the two tribunes who were now elected every year to prevent the abuse of the ducal power, he too was eliminated.“ Diese Situation, so der Autor, besserte sich erst mit Maurizio Galbaio ab 764. Damit stehen in diesem Werk die äußere und die innere Entwicklung Venedigs fast ohne Beziehung nebeneinander.

## Quellen

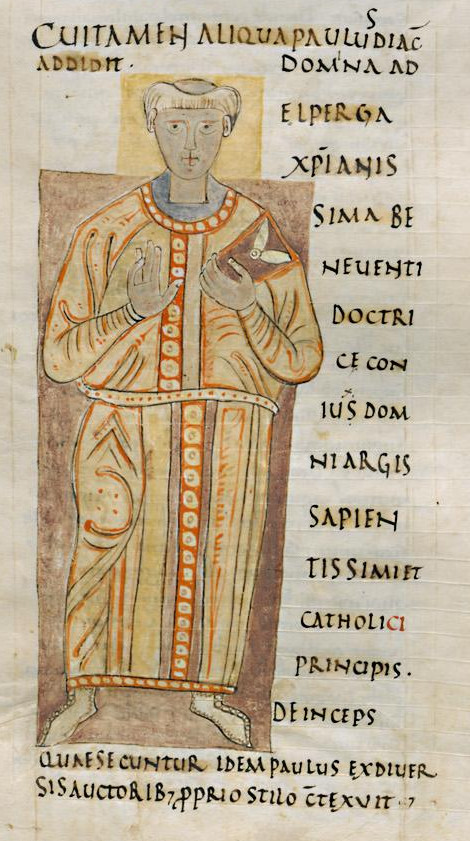
Darstellung des Paulus Diaconus, des Verfassers der Historia Langobardorum, in einem Manuskript des 10. Jahrhunderts, das sich heute in der Biblioteca Medicea Laurenziana zu Florenz befindet (Plut. 65.35 fol. 34r)